# Hyperbolus apicomplexus
Hyperbolus apicomplexus – gatunek dwuparca z rzędu Spirobolida i rodziny Pachybolidae.
Gatunek ten opisany został w 2011 roku przez Henrika Enghoffa. Lokalizacją typową jest Amani w górach Usambara.
Dorosłe formy tych dwuparców mają tułów złożony z 55–57 (zwykle 56) pierścieni, długość od 120 do 140 mm i szerokość od 11 do 14,5 mm. Ubarwione są czarniawobrązowo, nieco jaśniej u samic niż u samców. Samce mają głowę, czułki, odnóża i collum rudobrązowe, a samice żółtawobrązowe, natomiast telson u obu płci jest jasnobrązowy. Na każde pole oczne przypada 33-39 oczu prostych ułożonych w 5 poziomych rzędach. Punktowanie na głowie występuje tylko powyżej poziomu oczu. Czułki są sięgają najwyżej do tylnej krawędzi collum. Pierścienie ciała są gładkie, mają bardzo drobno szagrynowane prozonity, delikatne skośne rowki na spodzie mezozonitów, przechodzące w punktowanie na ich bokach i wierzchu oraz delikatne, podłużne rowki na spodzie metazonitów. Szwy oddzielające tergity od pleurytów widoczne są na prozonitach i mezozonitach. Sternity są poprzecznie rowkowane. Ozopory zaczynają się od szóstego pierścienia. U samców odnóża szóstej i siódmej pary mają płaty biodrowe, a ósmej i dziewiątej pary przekształcone są w gonopody. Przednie z gonopodów cechują m.in. nachodzące na siebie płaty środkowe telopoditów, długi wyrostek pośrodkowy telopoditu o palcowatym kształcie oraz dwa wyrostki pośrodkowe i brak długich wyrostków pośrodkowo-odsiebnych na koksytach. Tylną parę gonopodów charakteryzuje m.in. wolny i gładki solenomeryt, brak wyrostków pośrodkowych oraz telopodit z grzybkowatą strukturą pokrytą równoległymi, silnie zesklerotyzowanymi listewkami, sięgającymi prawie do jego wierzchołka. Odnóża samców od piątej pary wzwyż mają po jednej parze dużych szczecin na stronie brzusznej. Dla samic charakterystyczny jest kanciasty brzeg wierzchołkowy skrzydełkowatych rozszerzeń bioder odnóży drugiej pary i obecność wyrostka wierzchołkowego na walwach wulw oralnych.
Wij znany wyłącznie z północno-wschodniej Tanzanii i ugandyjskiej Mount Elgon. Najwięcej rekordów pochodzi ze wschodnich gór Usambara. Spotykany jest w ściółce lasów górskich, na rzędnych od poniżej 500 do 1200 m n.p.m..